# Triolena pumila
Triolena pumila là một loài thực vật có hoa trong họ Mua. Loài này được Umaña & Almeda miêu tả khoa học đầu tiên năm 1991.